# GNOME Keyring
GNOME Keyring è un'applicazione demone per la gestione dei dati personali; si occupa di archiviare le credenziali dell'utente e le loro password.
GNOME Keyring Manager è stata l'interfaccia grafica per gestire le "chiavi virtuali", rimpiazzata dalla versione di GNOME 2.22 da Seahorse.
GNOME Keyring fa parte del desktop GNOME. A partire dal 2006, si è integrato con NetworkManager per memorizzare le password per le reti WiFi. GNOME Web e il client di posta elettronica Geary utilizzano GNOME Keyring per memorizzare le password.